# Dryopteris aitoniana
Dryopteris aitoniana är en träjonväxtart som beskrevs av Pichi-serm. Dryopteris aitoniana ingår i släktet Dryopteris och familjen Dryopteridaceae. Inga underarter finns listade.